# Camponotus rubrithorax
Camponotus rubrithorax är en myrart som beskrevs av Auguste-Henri Forel 1899. Camponotus rubrithorax ingår i släktet hästmyror, och familjen myror.

## Underarter
Arten delas in i följande underarter:
- C. r. nigrithorax
- C. r. rubrithorax